# Star Screen Award/Bester Nebendarsteller
Der Star Screen Award Best Supporting Actor ist eine Kategorie des indischen Filmpreises Star Screen Award.
Der Star Screen Award Best Supporting Actor wird von einer angesehenen Jury der Bollywoodfilmindustrie gewählt. Die Gewinner werden jedes Jahr im Januar bekannt gegeben. 
Saif Ali Khan ist bisher der einzige Gewinner dieser Kategorie, der insgesamt drei Preise erhielt.
Liste der Gewinner:
| Jahr | Schauspieler        | Film                    | Deutscher Titel                                  |
| ---- | ------------------- | ----------------------- | ------------------------------------------------ |
| 1995 | Anupam Kher         | 1942: A Love Story      | —                                                |
| 1996 | Paresh Rawal        | Raja                    | —                                                |
| 1997 | Amrish Puri         | Ghatak                  | —                                                |
| 1998 | Amrish Puri         | Virasat                 | —                                                |
| 1999 | Manoj Bajpai        | Satya                   | —                                                |
| 2000 | Anil Kapoor         | Taal                    | —                                                |
| 2001 | Sanjay Dutt         | Mission Kashmir         | Mission Kashmir – Der blutige Weg der Freiheit   |
| 2002 | Saif Ali Khan       | Dil Chahta Hai          | —                                                |
| 2003 | Mohanlal            | Company                 | Company – Das Gesetz der Macht                   |
| 2004 | Saif Ali Khan       | Kal Ho Naa Ho           | Lebe und denke nicht an morgen                   |
| 2005 | Abhishek Bachchan   | Yuva                    | Yuva                                             |
| 2006 | Naseeruddin Shah    | Iqbal                   | —                                                |
| 2007 | Arshad Warsi        | Lage Raho Munna Bhai    | —                                                |
| 2008 | Aamir Khan          | Taare Zameen Par        | Taare Zameen Par – Ein Stern auf Erden           |
| 2009 | Arjun Rampal        | Rock On!!               | —                                                |
| 2010 | Rishi Kapoor        | Luck By Chance          | Luck by Chance – Liebe, Glück und andere Zufälle |
| 2011 | Arshad Warsi        | Ishqiya                 | —                                                |
| 2012 | Saif Ali Khan       | Aarakshan               | —                                                |
| 2013 | Nawazuddin Siddiqui | Talaash                 | —                                                |
| 2014 | Saurabh Shukla      | Jolly LLB               | —                                                |
| 2015 | Inam Ul Haq         | Filmistaan              | —                                                |
| 2016 | Deepak Dobriyal     | Tanu Weds Manu: Returns | —                                                |
| 2017 | Rishi Kapoor        | Kapoor & Sons           | —                                                |
| 2018 | Rajkummar Rao       | Bareilly Ki Barfi       | —                                                |
| 2019 | Pankaj Tripathi     | Stree                   | —                                                |
| 2020 | Gulshan Devaiah     | Mard Ko Dard Nahi Hota  | —                                                |